# Microsoft Authenticator
Microsoft Authenticator — приложение-аутентификатор для мобильных устройств, разработанное компанией Microsoft. Приложение было впервые опубликовано 15 августа 2016 года и заменило существовавшие ранее аутентификаторы для частных и корпоративных клиентов компании.
Приложение доступно на операционных системах Android и iOS (ранее также поддерживались Windows Phone и watchOS). Приложение бесплатно и не требует аккаунта Microsoft (однако тот может быть использован для создания резервной копии). Пользователь может с помощью QR-кода или вручную подключить внешний сервис к аутентификатору, делать ручные бэкапы токенов, хранить их в iCloud или учётной записи Microsoft. Также приложение может хранить подтверждённый ID пользователя для работы с Microsoft Entra ID.
По умолчанию приложение скрывает коды на экране (и раскрывает их по нажатию), отключает возможность делать снимки экрана, требует ввода PIN-кода или биометрической аутентификации. В отличие от Google Authenticator (как отмечал PCMag), приложение позволяет отказаться от передачи персональных данных пользователя и ограничиться диагностическими.
С 1 августа 2025 года Microsoft прекратил поддержку менеджмента паролей и автозаполнения в Microsoft Authenticator и перенёс этот функционал в мобильный браузер Microsoft Edge в рамках своей стратегии по переходу к использованию пасски — форме беспарольной аутентификации на основе пары криптографических ключей.